# Ivan Zlatousti
Ivan Zlatousti (grčki Ἰωάννης ὁ Χρυσόστομος) ili Ivan Antiohijski (Antiohija, oko 349. – Komana, 14. rujna 407.), svetac Katoličke i Pravoslavne Crkve, te čašćen u Koptskoj Crkvi. Bio je carigradski patrijarh te je jedan od crkvenih naučitelja. Nijedan crkveni pisac nije tako temeljito i s toliko osjećaja tumačio tekst Sv. pisma kao što je to činio Ivan Zlatousti. Njegova gorljivost je bila uzrokom žestokih protivljenja njemu samome. Pretrpio je progonstvo tijekom kojega je i umro.

## Životopis
Rodio se u kršćanskoj obitelji koja je pripadala visokom društvu Antiohije. Izgubio je oca, službenika sirijske vojske, u osjetljivoj dobi. Bio je učenik slavnog govornika i učitelja Libanija; taj učitelj je rekao o svome učeniku: “Mogao je biti jedan od mojih najboljih učenika da mi ga Crkva nije ukrala.” Po onome što Ivan govori o sebi u svojim spisima, bio je u mladenačkoj dobi, jako nestašan i prema njegovoj vlastitoj definiciji “okovan strastima svijeta” (De sacerdotio, I, 3), bio je sladokusac, ljubitelj sudbene rječitosti i kazališta.
S 18 godina upoznaje biskupa Melecija i zatraži krštenje. Zatim započinje slušati predavanja iz egzegeze kod Diodora iz Tarza, čija je škola bila poznata po svome doslovnom tumačenju pisama, nasuprot aleksandrijskoj školi koja je naime pretpostavljala alegorijsko tumačenje. Završivši svoje školovanje primio je niže redove i povlači se na osamu gdje se posvećuje učenju teologije. Sastavlja traktat De sacerdotio, pod velikim utjecajem Grgura Nazijanskog. Smatrao je da monaštvo nije jedini put postizanja savršenstva. Svećenički život u službi vjernika usred tisuću napasti svijeta je bio za njega najbolji način služenja Bogu.
U zimi 380. – 381. je bio zaređen za đakona od biskupa Melecija u Antiohiji. Nakon nekoliko godina bit će imenovan za svećenika, postavši propovjednikom. Nastavljao je također pisati o različitim temama: o utjesi udovice, o ponovnoj ženidbi, o odgoju, o suživotu redovnika i redovnica, itd. Rastao je njegov dobar glas propovjednika: vjernici su zapisivali bilješke tijekom njegovih homilija.
397. Nektarije, carigradski nadbiskup, umire. Nakon žestoke borbe za nasljednika, car Arkadije izabire Ivana. Upravljat će Crkvom s velikom snagom, boreći se protiv izopačenosti i razuzdanosti moćnika, čineći si mnoge neprijatelje na dvoru. Uklonio je mnoge nedostojne prezbitere, radi ovih mjera pao je čak i biskup Efeza. Učinit će da ponovno uđu u samostane monasi koji su bili lutalice. Sa strogošću se borio protiv hereza. Nametnuo se s autoritetom nad biskupijama Male Azije. 
U početku, unatoč jakoj zavisti i mržnji koje su se brzo proširile među plemstvom i biskupima, bio je podržan od carskog dvora. Tijekom prijenosa relikvije svete Foške bila je upravo carica Eudoksija koja ju je prenijela preko grada. Ovi dobri odnosi s dvorom nisu ga spriječili da prekori tu istu caricu da je otela imovinu koja je pripadala jednoj udovici. Ovi prijekori mnogo su naštetili odnosima između dvora i nadbiskupa.
402. mnogi Ivanovi neprijatelji su se obratili patrijarhu egipatske Aleksandrije Teofilu Aleksandrijskom, čija je crkva bila u sukobu s carigradskom. Teofil je bio pozvan u Carigrad da bi se opravdao pred raznim optužbama kojim su ga optuživali, pojavi se s mnoštvom aleksandrijskih biskupa te je ostavio Ivana Zlatoustog u manjini koji je potom bio svrgnut i izgnan od cara. Budući da se carica nije slagala s izgonom Ivana, poziva ga natrag. Ali njegovi neprijatelji nisu prestali kovati urote protiv njega te je 9. lipnja 404. trajno napustio Carigrad. Na tri godine biva prognan ispod Kaukasa u Armeniji, gdje je razvio jako djelovanje. 407. određen mu je novi premještaj u Pithyus na Crnom moru (danas Pitsunda u Abhaziji), tijekom premještaja umire na putu 14. rujna 407. u Komani uz Crno more. Prema tradiciji, njegove posljednje riječi su bile: "Doxa to Theo pantôn eneke" ("Slava Bogu u svim stvarima!").
438. Teodozije II., dao je dopremiti posmrtne ostatke u Carigrad, gdje je pokopan u Crkvi Svetih Apostola.

## Djela
Ivan se zauzeo s nakanom da učini moralnim carigradsko svećenstvo pogođen kritikama za raskoš i način života kojim je živjelo. Njegova nastojanja su naišla na veliki otpor, pa su bila ograničena i privremena. Ivan je bio sjajan propovjednik i kao teolog na dobrom glasu u istočnom kršćanstvu. Protivno običaju općepoznatom u to doba o govorenju u alegorijama, usvojio je neposredan stil koristeći biblijske odlomke kao predavanja i pouka u svakidašnjem životu. Bio je ocrnjen zbog dokaza bilo nadmoći svjetovne vlasti, bilo suparništva između Carigrada i Aleksandrije u borbi za prvenstvo u istočnoj crkvi tog doba. 

### Egzegetske homilije
U njima Zlatousti nastoji, slijedeći tradiciju antiohijske škole, otkriti najprije povijesni smisao. Nijedan crkveni pisac nje tako temeljito i s toliko osjećaja tumačio tekst Sv. Pisma kao što je to činio Ivan Zlatousti. Od njega imamo homilije na knjige Starog i Novog zavjeta: In Genesim, In Isaiam, In Psalmos, In Mattheum, In Ioannem, In Act. Apost., i naročito homilije na sve Pavlove poslanice, među kojima na prvo mjesto valja staviti homilije na Poslanicu Rimljanima.

### Dogmatske i polemičke homilije
- De incomprehensibili Dei natura (O nespoznatljivosti Božje naravi). Dvanaest homilija, od kojih je pet prvih izgovoreno u Antiohiji (386. – 387.), a drugih sedam u Carigradu 397. Na liniji sv. Bazilija i sv. Grgura Nisenskog, Krizostom zastupa (protiv Eunomija) da čovjek, iako prosvijetljen milošću, nije u stanju spoznati savršenu bit Božju. Ivan ovaj stav Kapadočana pojašnjava kršćanskom puku jednostavnim jezikom.

- Krsne kateheze. Za vrijeme propovijedanja u Antiohiji (386. – 397.) Krizostom je obavljao službu pripravljanja katekumena za sakramente inicijacije. Od osam kateheza, prve tri su predkrsne a drugih pet pokrsne, izgovorene novokrštenicima u tjednu poslije Uskrsa. Za razliku, recimo, od kateheza Teodora Mopsuestijskog, ove Ivanove kateheze ne tumače sakramente niti vjerovanje, već govore o kršćanskom moralu i životu po milosti prema poslanicama sv. Pavla.

- Adversus Iudaeos orationes. Osam homilija (etičkog i asketičkog sadržaja) protiv židova, održanih u Antiohiji od 386. do 387. Bile su usmjerene iznad svega kršćanskim slušateljima Krizostoma, a samo usput židovima. Ovdje shvaćamo da su njegovi kršćani odlazili u sinagoge, privučeni čarima i zapisima kojima su se židovi nižih staleža često koristili. Prva homilija upozorava slušateljstvo protiv slavljenja blagdana Trublji (tj. Nove Godine), Sjenica i Postova. Treća napada one koji slave Pashu sa židovima 14. nisana, Protopashite. Sve ove propovijedi se proučavaju da bi pokazale da su židovi odbacili Mesiju, kako su već proroci bili prorokovali, i bili su kažnjeni s pravdom i trajno zbog načina na koji su postupali s njim. Ove homilije nam govore da su židovi i dalje imali veliku društvenu i nadasve religioznu moć u Antiohiji.

- De Sancto Babyla (O sv. Babili). Apologetska rasprava protiv Julijana Apostate i pogana koji su iz šume u Dafni kod Antiohije odstranili relikvije mučenika Babile i na to mjesto uveli kult Apolonu. Požar koji je uništio hram Apolonu i iznenadnu skoru smrt Apostate, Ivan smatra vidljivim dokazima snage mučenika.

### Moralni govori
- In Kalendas (Za Novu godinu). Govor održan u Antiohiji prigodom slavljenja Nove godine protiv pretjeranosti praznovjerja.

- Contra ludos et theatra (Protiv cirkuskih i kazališnih igara). Govor održan u Carigradu 3. srpnja 399. protiv cirkuskih i kazališnih igara. Krizostom naročito ustaje protiv tih igara zato što su kršćani radi njih izostajali iz crkve čak na Veliki Petak i na Uskrs.

- De diabolo tentatore. (O đavlu napasniku). Govor je u uskoj svezi s prijašnjim. Krizostom prikazuje đavla kao prvi uzrok koji kršćane privlači igrama.

- De paenitentia (O pokori). Riječ je o 9 homilija o pokori.

- De elemosyna (O milostinji). Malo je govora u povijesti koji su s toliko osjećaja dotaknuli ekonomsko stanje koje razdvaja siromašne od bogatih. Milostinja otvara oči pred najgorim društvenim nepravdama.

### Prigodni govori i panegirici
- De Statuis, ad populum antiochenum (O spomenicima antiohijskom pučanstvu). O ovom djelu, uz ono što je već rečeno, kažimo da je remek-djelo govorništva toga doba.

- In Eutropium (U obranu Eutropija). Ovaj je ministar na dvoru cara Arkadija, a podržao je dolazak Krizostoma u Carigrad, upao u nemilost carice Eudoksije. Bio je svrgnut i osuđen na smrt, pa se sklonio u crkvu sv. Sofije. U njegovu obranu Krizostom je izrekao dva govora.

- Sermo antequam iret in exilium i Sermo cum iret in exilium. To su govori vezani uz Ivanov prvi progon, gdje on poziva na mir naglašujući da Crkva ne može biti progonjena. Drugi govor izražava zahvalnost vjernicmima za vjernost kojom su ga podržavali u gorkim trenucima.

- De laudibus sancti Pauli apostoli. Od panegirika posebnu pažnju zaslužuje sedam homilija na čast sv. Pavla.

### Rasprave
- De sacerdotio (O svećeništvu). To je jedan od bisera otačke književnosti. Djelo je napisano oko 382. Autor izlaže svoja gledišta o ulozi biskupstva, koje on smatra puninom svećeništva, i o zadaćama koje ono sa sobom povlači. Naročito podvlači ulogu propovijedanja. Najznačajnije za svećenika jest privoditi duše k Bogu, što iziskuje neumornu apostolsku ljubav.

- Ad Theodorum lapsum (Teodoru nakon njegova posrtaja). To je poticajni govor prijatelju (Teodoru Mopsuestijskom?) koji je napustio monastički život. Na istoj je liniji djelce Ad Stagyrium monachum.

- De compunctione (O skrušenosti). Kratki traktat u dvije knjige. Govori o skrušenosti općenito, s posebnim naglaskom na monastički život.

- Adversus opugnatores vitae monasticae (Protiv klevetnika monastičkog života). U Antiohiji je bilo mnogo mladih koji su izabrali monastički život. Očevi obitelji su bili radi toga zabrinuti. Krizostom ustaje u obranu monaha nastojeći dokazati da su oni osobno odabrali živjeti radikalnim kršćanskim životom.

- De virginitate (O djevičanstvu). Autor veliča dostojanstvo posvećenog djevičanstva, ukazujući mladima koji su odabrali takav život da se ne povode za pokvarenim okruženjem.

- Contra eos qui subintroductas habent virgines (Protiv onih koji žive pod istim krovom s djevicama).

- Quod regulares feminae viris cohabitare non debeant (Redovnice ne smiju živjeti zajedno s muškim osobama). Ivan u ova dva spisa ustaje protiv raširenog običaja da djevice i asketi žive zajedno pod istim krovom.

- Ad viduam iuniorem (Mladoj udovici). To je utješno slovo upravljeno mladoj udovici čiji je suprug imao pred sobom odličnu karijeru, ali je naglo umro. Biografski naglasci u spisu ne isključuju da su ovi supružnici bili u prijateljskoj vezi s Krizostomom.

- De non iterando coniugo (Ne valja se drugi put ženiti). Nadahnjujući se na učenju sv. Pavla, autor savjetuje udovicama da se ponovno ne udaju.

- Ad eos qui scandalizati sunt (Protiv onih koji su se sablaznili). Ovo djelo, napisano oko 407., govori o Providnosti; čini se da je napisano uoči Krizostomove smrti. U prvom dijelu raspravlja o Bogu i stvaranju i upravljanju svijetom. Do spoznanja te prisutnosti Božje čovjek dolazi razumom i vjerom. U drugom dijelu autor govori da je trpljenje uvijek bilo prisutno u čovječanstvu. Ono je prilika da dademo Bogu hvalu i da priznamo da je on vjeran, kako bismo stekli život vječni. Donosi mnoge primjere: Noa, Job, Ivan Krstitelj, apostoli, a ponad svega i iznad svih, križ Kristov.

- Quod nemo laeditur, nisi a semetipso (Nitko ne smije štetiti drugome, može sam sebi). Govori o problemu patnje, nastojeći uvjeriti carigradske kršćane, koji su nakon izgnanstva svoga biskupa upali u beznađe, da te patnje moraju biti prilika kako bi učvrstili svoju vjeru. Jedna je stvar činiti zlo, a druga podnositi ga, savjetuje im Krizostom.

### Pisma
Ima ih 236. Uglavnom su vrlo kratka, upravljena različitim naslovnicima. Krizostom govori najčešće o svom zdravstvenom stanju za vrijeme izgnanstva. Najvažnijim se smatra 17 pisama Olimpiji, bogatoj carigradskoj udovici, vjernoj sljedbenici Krizostomovoj, koja se trudi ublažiti nevolju Ivanova progonstva. Dva pisma upravljena su i papi Inocentu.

### Nauk
Djelovanje Zlatoustovo pada u relativno mirno vrijeme nakon trinitarnih borbi a prije početaka kristoloških. Njegova priroda bila je sklonija praktičnim pitanjima morala, askeze i pastorizacije, nego li teološkoj spekulaciji. On vjerno prihvaća i primjenjuje postojeće vjerske istine i zato ima veliko značenje kao svjedok crkvenog predanja.
U nauci o presvetoj Trojici stoji na stanovištu nicejskog sabora. Točno razlikuje narav od osobe, iako se ustručava upotrijebiti riječ "prosopon" zbog tadašnjeg njezinog dvojakog značenja. On priznaje Logosu posebnu osobnost odijeljenu od Oca. Za Duha Svetoga isto tako kaže da po prirodi ima istu bît s Ocem ostajući u svojoj vlastitoj osobi. O načinu izlaženja Duha Svetoga, Zlatousti ne govori.
U kristologiji Ivan se poslužio komparacijom koja je Teodora Mopsuestijskog i Nestorija odvela na rub hereze. On kaže da se božanstvo nastanilo u tijelu Kristovu kao u svetinji ili u hramu. No, sjedinjenjem naravi nisu se one smiješale ili jedna prešla u drugu, nego su obje ostale cjelovite. U mariologiji potpao je pod upliv antiohijaca, pa o Mariji ne govori mnogo, čak ne upotrebljava izraz "Theotόkos".
Što je Ivan Zlatousti mislio o istočnom grijehu, raspravljao je mnogo sv. Augustin s pelagijevcima, koji su se pozivali na Ivana. "Mi krstimo malu djecu iako nemaju grijeha (hamartémata)", kaže Ivan. Otuda su pelagijevci izvodili da ne postoji istočni grijeh. Augustin je upozoravao na riječ hamartémata u pluralu i dokazivao da se tu radi o osobnim grijesima, te se pozivao na tumačenje poslanice Rimljanima gdje Krizostom jasno dokazuje postojanje istočnog grijeha.
Kako Ivan Zlatousti na premnogim mjestima tumači ispravno nauku o Presvetoj Euharistiji, prozvan je "doctor eucharistiae". Možda pod uplivom običaja koji je vladao u grčkoj Crkvi da su krštenje odlagali pred smrt, Ivan je bio mišljenja da svatko tko umre bez krštenja, pa bio on i katekumen, odlazi u vječnu propast. Misao o jedinstvu Kristove Crkve, primatu sv. Petra i njegovih nasljednika, u Krizostoma je jasna. Manje je jasna jurisdikcijska vlast rimskog biskupa. Svečanim prizivom na papu Inocenta I., Zlatousti svjedoči o tome što se u grčkoj Crkvi držalo o papinoj vlasti u to vrijeme.

## Prijevodi na hrvatski
- Krsne pouke (prev. Marijan Mandac), Makarska (Služba Božja) 2000.

## Vanjske poveznice
|  | Zajednički poslužitelj ima još gradiva o temi Ivan Zlatousti |
|  | Wikicitati imaju zbirke citata o temi Ivan Zlatousti         |